# Península de Shimabara

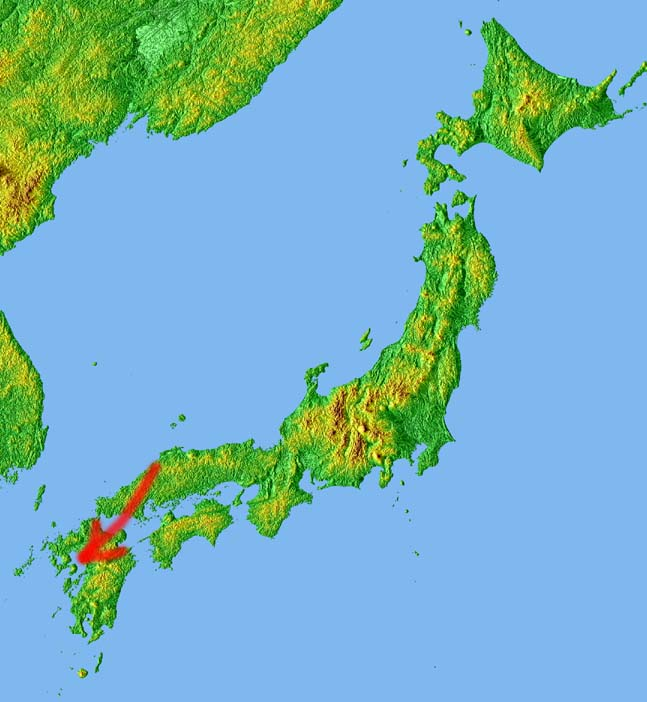
Localização da península

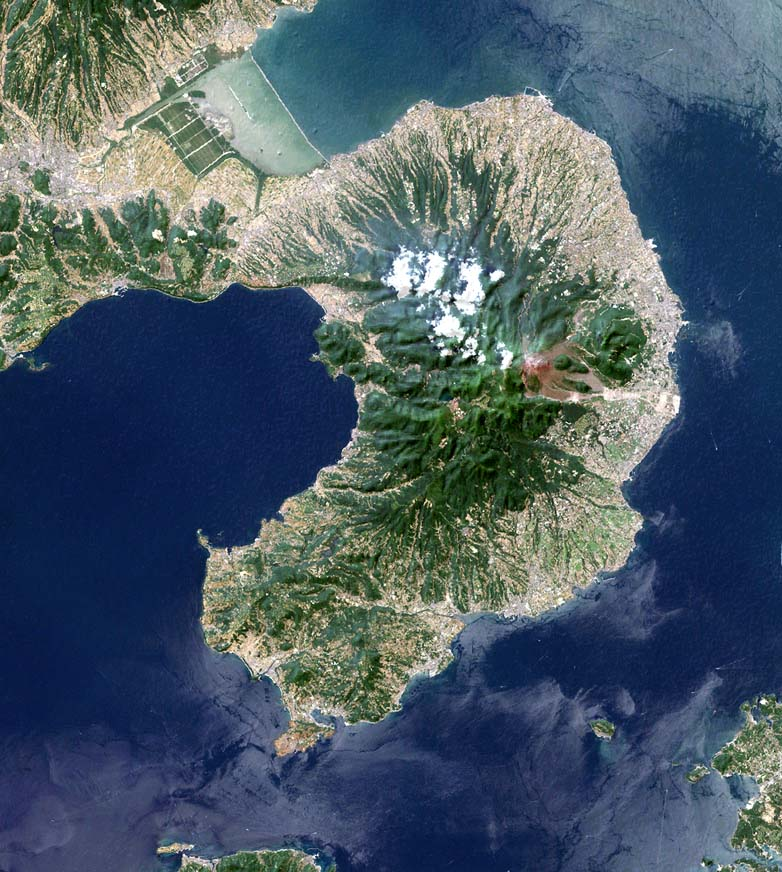
Imagem de satélite

A Península de Shimabara (島原 半島, Shimabara hantō) é uma península localizada a este da cidade de Nagasaki, na província de Nagasaki, na ilha de Kyushu no Japão. Na extremidade nordeste da península situa-se a cidade de Shimabara.